# Julianne Hough
«Julianne Hough» — перший студійний альбом американської кантрі-співачки Джуліанн Гаф. В США вийшов 20 травня 2008. На кінець 2010 альбом продався у 490,000 копій.

## Список пісень
| #   | Назва                                                  | Автор                                       | Тривалість |
| --- | ------------------------------------------------------ | ------------------------------------------- | ---------- |
| 1.  | «That Song in My Head»                                 | Джим Коллінс, Тоні Мартін, Венделл Моблей   | 3:13       |
| 2.  | «You, You, You»                                        | Рік Феррелл, Дженніфер Гікс                 | 3:45       |
| 3.  | «Hide Your Matches»                                    | Гілларі Ліндсі, Скутер Керасью              | 3:40       |
| 4.  | «My Hallelujah Song»                                   | Крейґ Вайзмен, Стів МакЕван                 | 3:30       |
| 5.  | «Jimmy Ray McGee»                                      | Девід Фрейзер, Джош Кеар                    | 3:31       |
| 6.  | «Dreaming Under the Same Moon» (у дуеті з Дереком Гаф) | Тім Джонсон, Марабес Пул, Девід Меллой      | 3:58       |
| 7.  | «About Life»                                           | Марсел, Тревор Роузен, Джессіка Ендрювс     | 3:17       |
| 8.  | «Hello»                                                | Марті Дадсон, Том Шепіро,Ребекка Лін Говард | 3:10       |
| 9.  | «Help Me, Help You»                                    | Денні Грін, Кетт Гревітт                    | 4:01       |
| 10. | «Love Yourself»                                        | Марк Ірвайн, Девід Меллой, Джош Кеар        | 3:02       |
| 11. | «I'd Just Be with You»                                 | Джон Кеннеді, Андреа Стопл                  | 3:31       |

## Чарти
| Рік  | Чарт               | Місце |
| ---- | ------------------ | ----- |
| 2008 | Billboard 200      | 3     |
| 2008 | Top Country Albums | 1     |